# Ши (жанр)

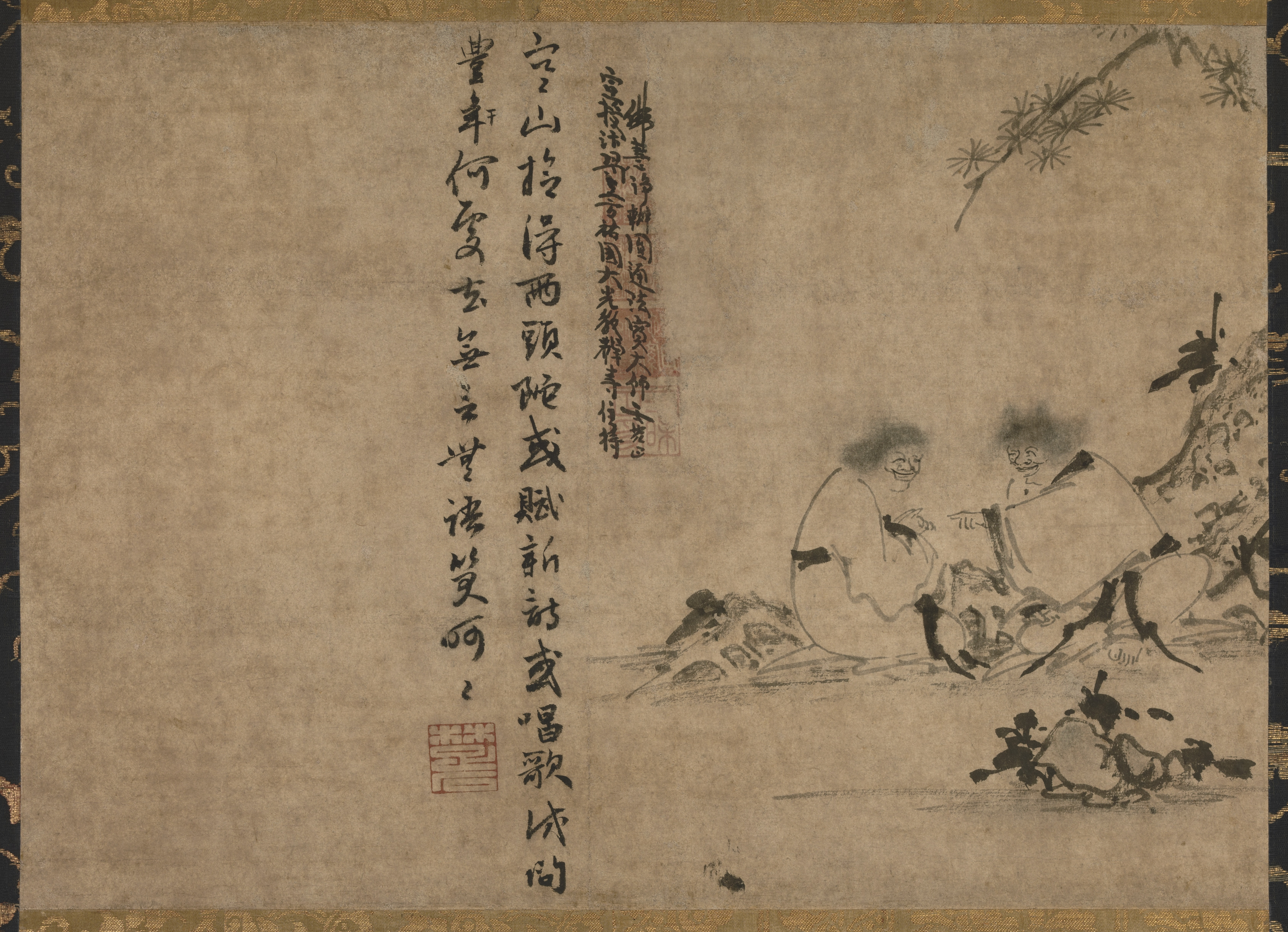
Китайська мініатюра, яка ілюструє письмовий характер «ші», виконана чорнилом на папері.
Майстер Дзен 紙本墨画禅機図断簡

Ши (кит.: 詩) — жанр віршів пісенного типу, в основі яких лежать народні мелодії, що розвинувся у II–IV столітті в період Південних і Північних династій. Ієрогліф і слово «ши» старокитайською мовою означають: вірш, пісня, поезія, ритмічне, озвучене римами. Вірш звучить зазвичай під акомпанемент музичного інструменту. Ши, як правило (бували й винятки), складалися з рядків з однаковою кількістю складів (чотири, п'ять чи сім, рідше шість).
Жанр бере початок з епохи формування канону «Ши-цзін» (XI-VI століття до н. е.). Z

## Загальна характеристика
Спочатку слово «Ши» означало поезію в цілому, потім — тільки письмову. Ознак поетичного жанру поняття набуло в середні віки. Класичні ши п'ятистопні і семистопні, зі суворо регламентованим чергуванням музичних тонів різної висоти і складним мелодійним малюнком. Рядки римуються, як правило, через один, рима наскрізна. Римуються рядки головним чином під «рівним» (більше співучим) тоном. Різновид класичних ши — «Обірвані рядки» — чотиривірші з одного неримованого (передостаннього) рядка. Поява силового наголосу і складних слів в китайській мові зробило класичний ши архаїчним. Китайський верлібр, що з'явився в ХХ столітті, також називається «ши». Сучасні ши мають помітний вплив пісенної поезії. 
У віршах «ши» обов'язковий синтаксичний і смисловий паралелізм у 2-3 і 4-5 рядках чотиривіршів або відповідно восьмивіршів. В паралельні місця зазвичай поміщалися літературні чи історичні алюзії, що показують ерудицію класично освіченого  автора і доповнюють зміст і настрій вірша. Нерідко зустрічаються й вірші, написані на відомі кінцеві рими якогось знаменитого зразка (своєрідний «буриме»). Цікаво, що в старому Китаї навіть видавалися спеціальні багатотомні словники класичних рим.

## Історія розвитку жанру
«Ши» складається зазвичай з декількох строф або куплетів, нерідко з рефреном. Пісні «ши», судячи по «Ши-цзін» (кит.: 詩經), складалися в народі одночасно в їх музичною мелодією і, по суті, були органічно пов'язані з музикою, рухами і жестами, які часто супроводжували їх виконання в процесі польових робіт, під час релігійних і побутових обрядів, народних свят, гулянь, ігор.
Кожен з розділів «Ши-цзін», по суті, являє собою самостійну книгу зі своїми темами, особливою емоційною атмосферою і засобами художнього зображення. Всі разом поетичні твори «Книги пісень і гімнів» охоплюють досить значний період розвитку китайського народу, приблизно з раннього етапу Західного Чжоу (XII–X століття до н. е.) і до кінця епохи «Чуньцю» («Весни і осені», VIII–V століття до н. е.). У цьому сенсі «Ши-цзін» являє собою своєрідну енциклопедію китайської давнини, яка немов увібрала в себе всі поетичні фарби цього світу.
Іншою, більш ліричною і романтичною антологією була «Чу Кі» (кит.: 楚辞) «Пісні Чу»), яка складалась в основному з віршів, що приписуються Цюй Юаню і його послідовникам. Ці вірші складаються з ліній нерегулярної довжини. Тим не менш, слід відзначити, що слово «ши» не з'являється в назві, а в характері викладу.
До часів династії Хань, належить збірка ЮеФу (кит.: 乐府 «Музична палата»), схожа за будовою на  «Ши-цзін». Багато з поезій, які входили до збірки, складаються з ліній з п'яти стоп (кит.: 五言) або семи стоп (кит.: 七言). «Ши», поряд з «ци»  домінували в китайській поезії до сучасної епохи. Вони діляться на оригінальні «гу-ши» (старі вірші) і юефу». Останній є суворішою формою, розробленою на початку династії Тан з правилами, що регулюють структуру вірша. Видатними авторами «гу-ши» і «юефу» вважають Лі Бо і Ду Фу.